# Joan Duru
Pour les articles homonymes, voir Duru.
Joan Duru, né le 25 avril 1989 à Bayonne (Pyrénées-Atlantiques), est un surfeur professionnel français.

## Biographie
Joan Duru apprend à surfer à l'âge de 7 ans avec son père sur la plage d'Ondres. À dix ans, il rejoint le Hossegor Surf Club et commence la compétition, en même temps qu'il intègre l'équipe de France. En 2006, alors âgé de 17 ans, il remporte sa première victoire sur le circuit QS à l'occasion du Superbock Pro Cordoama à Vila do Bispo au Portugal. Il dispute sa première saison sur le circuit en 2007.
En septembre 2008, il est invité en tant que wild card à participer au Quiksilver Pro France à Hossegor. Il s'agit alors de sa première participation à une épreuve du championnat du monde de surf. Au premier tour de la compétition, il parvient à battre l'octuple champion du monde Kelly Slater et son compatriote Chris Ward, avant se faire éliminer par Slater au troisième tour. L'année suivante, il est à nouveau invité au Pro France et échoue encore face à Slater au même stade de la compétition.
Sa saison 2009 est marquée par deux victoires au Söoruz Lacanau Pro et au Protest Vendée Pro et est couronnée par un titre de champion d'Europe,. Classé 15e ex æquo sur le circuit QS en fin de saison, il ne parvient pas à se qualifier pour le Championship Tour. En 2010, il s'impose à nouveau en Vendée, conservant ainsi son titre au Vendée Pro.
En 2014, il se classe 20e sur le circuit QS, à quatre places de Ricardo Christie, dernier repêché pour le CT 2015.
En 2024, il termine 5e de l'épreuve masculine des Jeux olympiques d'été de 2024.

## Palmarès et résultats

### Carrière junior
- 2001 :
  - Champion d'Europe des 10-14 ans

- 2002 :
  - 3e du championnat de France de moins de 14 ans
  - 3e du championnat d'Europe des moins de 14 ans
  - Vice-champion d'Europe des moins de 18 ans

- 2003 :
  - Champion de France des moins de 14 ans
  - Champion d'Europe des moins de 15 ans

- 2004 :
  - Vice-champion de France de moins de 16 ans
  - Champion d'Europe des moins de 16 ans
  - 3e du championnat du monde ISA des moins de 16 ans à Papenoo (Tahiti)

- 2006 :
  - Champion de France junior
  - Champion d'Europe junior
  - 1er du Superbock Pro Cordoama à Vila do Bispo (Portugal)
  - 1er du Rip Curl Pro Junior à Hossegor (France)[6]

### Carrière professionnelle
- 2008 :
  - 2e du Rip Curl Pro Zarautz à Zarautz (Espagne)[7]

- 2009 :
  - 1er du Protest Vendée Pro à Bretignolles-sur-Mer (France)[8]
  - 1er du Soöruz Lacanau Pro à Lacanau (France)[9]
  - Champion d'Europe

- 2010 :
  - 1er du Protest Vendée Pro à Bretignolles-sur-Mer (France)[10]

- 2012 :
  - 3e du Protest Vendée Pro à Bretignolles-sur-Mer (France)[11]
  - 2e du Billabong Pro Kouga à Kouga (Afrique du Sud)[12]
  - 2e du Cabreiroa Pantin Classic Pro à La Corogne (Espagne)[13]

- 2014 :
  - 2e du SATA Azores Pro by Sumol à São Miguel (Açores)[14]

- 2015 :
  - 3e du Soöruz Lacanau Pro à Lacanau (France)[15]
  - 3e du Pro Anglet à Anglet (France)[16]

### Classements
| Année             | 2009 | 2011 | 2012 | 2013 | 2014 | 2015 | 2016 | 2017 | 2018 |
| ----------------- | ---- | ---- | ---- | ---- | ---- | ---- | ---- | ---- | ---- |
| Championship Tour |      |      |      |      |      |      |      | 22e  | 21e  |
| Qualifying Series | 15e  | 79e  | 52e  | 70e  | 20e  | 27e  | 4e   | 42e  | 15e  |